# Esclave de Satan (film, 1980)
Pour les articles homonymes, voir Esclave de Satan.
Pour plus de détails, voir Fiche technique et Distribution.
Esclave de Satan (Pengabdi Setan) est un film indonésien réalisé par Sisworo Gautama Putra, sorti en 1980. Basé sur le film homonyme sorti en 1976 au Royaume-Uni avec la narration comme Phantasm  sorti en 1979 aux États-Unis.

## Distribution
- W.D. Mochtar : Munarto
- Siska Karabety : Rita
- Fachrul Rozy : Tomi
- I.M. Damsyik : Pak Karto
- Ruth Pelupessy : Darminah
- Diana Suarkom : Marwati
- Simon Cader : Herman
- Doddy Sukma : Pak Kiai